# Таємниця королеви Анни, або Мушкетери тридцять років по тому
«Таємниця королеви Анни, або Мушкетери тридцять років по тому» — двосерійний художній телефільм, знятий фірмою-студією «Катран» («Фініст-банк») за участю «Одеської кіностудії» за мотивами роману А. Дюма «Віконт де Бражелон, або Десять років по тому».
Зйомки фільму проходили в Таллінні, Ленінграді, Одесі і пустелі Каракуми (фінальна сцена фільму, в якій головні герої їдуть на верблюдах в Африку) і велися паралельно зі зйомками фільму «Мушкетери двадцять років по тому». Зйомки були закінчені восени 1991 року (остання сцена знімалася в пустелі Каракуми). Озвучення та монтаж повністю завершились у 1993 році (через рік після виходу картини «Мушкетери двадцять років по тому»).

## Сюжет
Третій фільм трилогії про мушкетерів. Багато років перед тим Д'Артаньян з провінції Гасконь познайомився з трьома мушкетерами — Атосом, Портосом і Арамісом, і вони стали нерозлучними друзями. Минуло двадцять років і друзі зустрілися знову. Минуло ще десять років. Багато чого змінилося відтоді, як Д'артаньян вперше опинився в Парижі.
У першій серії фільму король Англії Карл II прибув до короля Франції Людовіка XIV і попросив його допомогти знову утвердитися на англійському престолі. Для цього достатньо всього лише двісті солдатів з числа дворян-добровольців і мільйон золотом. Людовик під впливом кардинала Мазаріні відмовляє Карлу II. Тоді на допомогу поваленому англійському королю приходить Д'артаньян, який за сприяння Портоса захоплює в полон суперника Карла — генерала Монка. У той же час Атос ухитряється дістати необхідний Карлу мільйон золотом, заповіданий йому для цієї мети покійним Карлом I. Король Карл II, зійшовши знову на англійський трон, щедро нагороджує друзів-мушкетерів.
У другій серії на перший план виходить Араміс. Тепер він вже не простий абат. Колишній мушкетер став генералом Ордена єзуїтів і, крім того, є єпископом Ванським. Араміс затіває змову проти короля Людовіка і втягує в нього сина Атоса — Рауля. План єпископа Ванського підступний: він дізнається про те, що у Людовика є брат-близнюк, якого таємно ув'язнили у Венсенському замку і вирішує зробити підміну — в'язня з підземель посадити на трон, а короля відправити до в'язниці. Однак змова Араміса зазнає краху, але змовникам вдалося уникнути покарання, оскільки кардинал Мазаріні зробив свій хід.

## В ролях
- Михайло Боярський — Д'Артаньян.
- Веніамін Смєхов — Атос.
- Валентин Смирнитський — Портос.
- Ігор Старигін — Араміс (озвучування Ігор Ясулович).
- Дмитро Харатьян — Людовик XIV і Філіп Марчіалі.
- Олексій Ясулович — Карл II.
- Андрій Соколов — Рауль, віконт де Бражелон, син Атоса (озвучування Андрій Градов).
- Катрі Хорма — Луїза-Франсуаза де Лавальєр. (озвучування Ірина Безрукова).
- Аліса Фрейндліх — Анна Австрійська.
- Анатолій Равикович — кардинал Мазаріні.
- Юрій Дубровін — Ла Шене.
- Арунас Сторпирштис — генерал Монк (озвучування Юрій Кузьменко).
- Павло Винник — Ла Рамі.
- Катерина Стриженова — Мадлен.
- Юрі Ярвет — генерал Ордену єзуїтів.
- Володимир Лаптєв — Дігбі.
- Анатолій Стовпів — шинкар у Блуа.
- Яна Поплавська — подруга Луїзи.
- Алла Будницька — герцогиня Орлеанська.
- Ігор Манг — 1-й «морський вовк».
- Іво Еенсалу — 2-й «морський вовк».
- Володимир Мальцев — 3-й «морський вовк».
- Олександр Задохин — 1-й полковник Монка.
- Олег Рогачов — 2-й полковник Монка.
- Андрій Зай — перукар Людовика.

## Знімальна група
- Автори сценарію: — Георгій Юнгвальд-Хількевич і Георгій Миколаєв
- Режисери-постановники: — Георгій Юнгвальд-Хількевич
- Оператори-постановники: — Олександр Носовський
- Художники-постановники: — Лариса Токарєва
- Композитори: — Максим Дунаєвський
- Автори текстів пісень: — Леонід Дербеньов
- Звукорежисери: — Едуард Гончаренко
- Монтажери: — Ірина Блогерман
- Художники по костюмах: — Світлана Яновська і Тетяна Острогорська
- Пісні виконують: — Ігор Наджиєв. (В DVD—версії 2008 року також Михайло Боярський, Дмитро Харатьян).
- Постановник трюків і фехтування: —Володимир Балон
- Кінно-трюкове забезпечення: Микола Павлюк
- Піротехніки: — В'ячеслав Логай
- Продюсери: — Георгій Юнгвальд-Хількевич, Олег Ботогов, Юрій Конончук
- Майстер світла: — Логвінов, Валерій Олександрович.

## Пісні
- «Я спокійний», виконує Ігор Наджиєв;
- «Ангел-хранитель», виконують: Ігор Наджиєв (первісна версія 1991 року), Михайло Боярський (відновлена версія 2008 року);
- «Пісенька про брехню», виконують: Ігор Наджиєв (первісна версія 1991 року), Михайло Боярський (відновлена версія 2008 року);
- «Ах, королі!», виконують: Ігор Наджиєв (первісна версія 1991 року), Дмитро Харатьян (відновлена версія 2008 року);
- «Надійся на Бога», виконують: Ігор Наджиєв (первісна версія 1991 року), Михайло Боярський (відновлена версія 2008 року).

## Місця зйомок
- Зйомки фільму проходили в Таллінні, Ленінграді, Одесі, Виборзі, Ялті, Петергофі, пустелі Каракуми.[2]
- «Зустріч Луїзи де Лавальєр і Віконта де Бражелона» (1-ша серія) — натурні зйомки в Петергофському парку.
- «Карл II в Блуа», «Людовік XIV у покоях кардинала Мазаріні», «Атос і віконт де Бражелон в покоях Карла II» — інтер'єри Санкт-Петербурзького Будинку вчених
- «Побачення Карла II і Людовика XIV в Блуа», «Кабінет Атоса», «Араміс і віконт де Бражелон викрадають Людовик XIV» — інтер'єри Одеського Будинку вчених
- Натурні сцени «Замок Атоса» — Замок Вазалемма на півночі Естонії.[3]
- Павільйон «Ермітаж» в ансамблі Нижнього парку в Петергофі — «д'артаньян в гостях у Портоса» (1-я серія)
- Сцени в «Ньюкаслському замку», де розташувався табір генерала Монка (1-ша серія) знімалися частково в Цистеріанському монастирі-замку Падізе на північному заході Естонії, частково в Монастирі Святої Брігітти в Таллінні, а частково в Білгород-Дністровській фортеці.
- В інтер'єрах Одеського національного академічного театру опери та балету відзнято «інтер'єри Лувру» у другій серії фільму, зокрема сцена зустрічі Людовика XIV зі своїм братом-близнюком.
- Виборзький замок — натурні зйомки «Венсенської в'язниці» (2-я серія).
- У Ялті знімалися сцени «На кораблі».
- В оранжереї Таврійського саду в Санкт-Петербурзі знімалися сцени: «Зустріч Людовика XIV і Луїзи де Лавальєр» і «Зустріч віконта де Бражелона і Араміса» у другій серії фільму.[4]
- Фінальна сцена фільму, де мушкетери їдуть на верблюдах в Африку — знімалася в пустелі Каракуми.

## Факти
- Сюжет фільму відрізняється від книги Александра Дюма («Десять років по тому»): в кінці герої не гинуть, а вирушають на війну в Африку. Всупереч не лише книзі, але й історії, Мазаріні, показаний на початку фільму тяжко хворим, не вмирає. Крім того, за книгою Портос не брав участь в експедиції в Англію, зате брав участь у змові проти Людовіка, в той час як Рауль поїхав до Африки (де і загинув), але у змові проти короля не брав.
- Телебачення не фінансувало зйомки фільму, і режисер відкрив нічний валютний бар (один з перших в Москві) зі стриптизом, фінансуючи зйомки на зароблені гроші.
- У 2008 році повністю відреставрована версія фільму була випущена на DVD. Спеціально для цього випуску Михайло Боярський і Дмитро Харатьян переспівали пісні, які спочатку виконував Ігор Наджиєв.
- До цього фільму, як і до фільму «Мушкетери двадцять років по тому», спочатку музику повинен був писати Олександр Градський[5].